# قرار مجلس الأمن التابع للأمم المتحدة رقم 399
قرار مجلس الأمن التابع للأمم المتحدة رقم 399 المعتمد بالإجماع في 1 ديسمبر 1976، بعد النظر في طلب ساموا الغربية للانضمام إلى عضوية الأمم المتحدة، أوصى المجلس الجمعية العامة بقبول ساموا.